# Eurema novapallida
Eurema novapallida är en fjärilsart som beskrevs av Osamu Yata 1992. Eurema novapallida ingår i släktet Eurema och familjen vitfjärilar. Inga underarter finns listade i Catalogue of Life.